# セカンドモーニング
『セカンド モーニング』は、1999年7月28日にアップフロントワークス（zetimaレーベル）から発売されたモーニング娘。の2枚目のオリジナルアルバムである。

## 概要
- 初回盤はトレーディングブックレット1種付き。トレーディングブックレットは全7種（7色：赤、橙、黄、緑、水色、青、紫）で収録写真が異なる。
- 通常盤はCD EXTRA仕様で、スクリーンセーバーを収録している。
- 初のオリコン1位を獲得した3rdシングル「抱いてHOLD ON ME!」からアルバム先行6thシングル「ふるさと」までの4作品（カップリングを含め6曲）を含み、うち4曲をリミックス収録している。
- 2019年4月1日にはタワーレコード限定販売としてアナログ盤 (LP) がリリースされた[2]。

## 収録曲
ここではCDでの収録曲順として記述する。
- 全作詞・作曲・プロデュース：つんく

1. NIGHT OF TOKYO CITY [4:12]
  - 編曲：前嶋康明
2. 真夏の光線 (Vacation Mix) [5:06]
  - 編曲：河野伸

5thシングル。
3. Memory 青春の光 [5:03]
  - 編曲：前嶋康明

4thシングル。
4. 好きで×5 [4:35]
  - 編曲：鈴木俊介
5. ふるさと [5:15]
  - 編曲：小西貴雄

6thシングル。
6. 抱いてHOLD ON ME! (N.Y. Mix) [4:22]
  - 編曲：前嶋康明

3rdシングル。
7. パパに似ている彼 [4:40]
  - 編曲：前嶋康明
8. せんこう花火 / 安倍なつみ [4:35]
  - 編曲：高橋諭一
9. 恋の始発列車 (Album Version) [4:27]
  - 編曲：小西貴雄

5thシングル「真夏の光線」カップリング曲。
10. 乙女の心理学 / 保田圭・市井紗耶香 [3:36]
  - 編曲：河野伸
11. Never Forget (Large Vocal Mix) / 福田明日香 [4:32]
  - 編曲：小西貴雄

4thシングル「Memory 青春の光」カップリング曲。
12. ダディドゥデドダディ! [5:58]
  - 編曲：鈴木俊介

こぶしファクトリーの1stアルバム「辛夷其ノ壱」初回生産限定盤B DISC2にカバーが収録された。

## 参加メンバー
- 1期：中澤裕子・石黒彩・飯田圭織・安倍なつみ・福田明日香
- 2期：保田圭・矢口真里・市井紗耶香

## 参加ミュージシャン
- モーニング娘。：Chorus (#1 - #7, #9 - #12)
  - 保田圭：Chorus (#8)
  - 市井紗耶香：Chorus (#8)
- つんく：Chorus (#6, #8)
- 前嶋康明：Keyboards (#1, #3, #6, #7), Programming (#1, #3, #6, #7)
- 鈴木俊介：Guitar (#1, #4, #7, #12), Programming (#4)
- 河野伸：Keyboards (#2, #10), Programming (#2, #10)
- 入江直之：Bass (#2)
- 稲葉政裕：Guitar (#2, #10)
- 三沢泉：Percussion (#2)
- 荒木敏男：Trumpet (#2)
- 西村浩二：Trumpet (#2)
- 村田陽一：Trombone (#2)
- 山本拓夫：Alto Sax (#2)
- CHRIS PARKER：Drums (#3)
- WILL LEE：Bass (#3)
- HIRAM BULLOCK：Guitar (3)
- BASHIRI JOHNSON：Percussion (#3)
- D.J. RIZ：Turntable (#3)
- L THE HEADTOUCHA：Rap (#3)
- 佐野康夫：Drums (#4, #12)
- 水谷浩章：Wood Bass (#4)
- 香取良彦：Vibrahorn (#4)
- 竹上良成：Baritone Sax (#4), Tenor Sax (#4)
- 小西貴雄：Keyboards (#5, #9, #11), Programming (#5, #9, #11)
- 古川望：Guitar (#5, #9)
- 勝浦剛：Manipulator (#5, #9, #11)
- GEMI TAYLOR：Guitar (#6)
- BOB ZUNG：Flute (#7)
- 高橋諭一：Guitar (#8), Programming (#8)
- 古田たかし：Drums (#8)
- 松原秀樹：Bass (#8)
- 西川進：Guitar (#11)
- 美久月千晴：Bass (#11)
- 竹内純グループ：Strings (#11)
- 小松秀行：Bass (#12)